# Thenthuk
Thenthuk, ook Tentug, is een Tibetaanse pasta-soep, ofwel thukpa, die veel gegeten wordt in de provincie Amdo, als diner en soms als lunch. De belangrijkste ingrediënten zijn meel van tarwebloem, gemengde groenten en stukjes schapen- of jakvlees.
De soep wordt gemaakt door de groenten en vlees fijn te hakken, in de soep te voegen en mee te laten koken. Ondertussen wordt de bloem gemengd en het deeg te kneden. Wanneer het geheel gaar is, wordt de pasta platgemaakt, losgetrokken en in soep gedaan. Wanneer dit klaar is, wordt de soep uitgezet en afgekoeld en kan het opgediend worden.